# Signalfabriken
Signalfabriken är en mötesplats med insprängda bostäder, restauranger, service, hotell, aktivitet och kontorslokaler i kvarteret Plåten i Centrala Sundbyberg.  Kvarteret är bebyggt med 15 byggnader, både äldre industribyggnader och nybyggda hus som uppförts som en del av ett stadsbyggnadsprojekt under 2010-talet. Kvarteret ligger mellan Esplanaden, Sundbybergs torg, Landsvägen, Vasagatan och Mälarbanans järnvägssträckning genom Sundbyberg.

## Historik

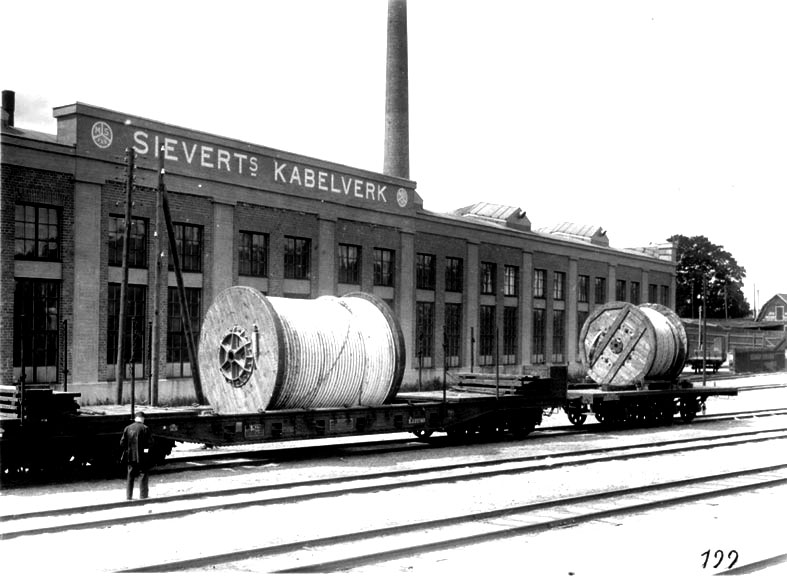
Sieverts Kabelverk runt år 1910, en av de verksamheter som tidigare inrymdes i kvarteret

Kvarteret Plåten bebyggdes i slutet av 1800-talet av industrimannen Max Sievert. Han anlade två verkstäder, en för Sieverts Kabelverk och en för Alpha mekaniska verkstad. Kabelverket tillverkade huvudsakligen kabel för ledning av elektrisk ström och telefoni. Alpha tillverkade först hästskosöm men övergick till tillverkning av produkter i bakelit. Namnet Alpha kom att leva vidare och användas för flera andra verksamheter som senare kom att inrymmas i lokalerna, bland annat ett skivpresseri som hette Toolex Alpha och ett tryckeri vid namn Alpha. En annan historisk verksamhet var Sundbybergs telegrafstation. 

### Avveckling av industriverksamheten
Telefonaktiebolaget L.M. Ericsson förvärvade Sieverts Kabelverk på 1930-talet och lade ner tillverkning i de gamla fabrikslokalerna i Sundbyberg på 1970-talet. Under 2000-talet planerade kommunen och det kommunala fastighetsbolaget Förvaltaren en stor upprustning av det då förfallna kvarteret en stor galleria under arbetsnamnet Lorrygallerian, döpt efter den nedbrunna tidigare restaurangen Lorry på annan plats i Sundbyberg. Projektet, som beräknades kosta 1,5 miljarder kronor, avbröts på grund av bristande ekonomi i projektet. 
Kvarteret förvärvades därefter av försäkringsbolaget Alecta, som tillsammans med fastighetskonsultföretaget Newsec inledde en ny projektering för ungefär halva den tidigare summan. En ny detaljplan för kvarteret godkändes i november 2011. Ansvariga arkitekter var Brunnberg & Forshed Arkitektkontor. 

### Ombyggnaden av kvarteret
Projektet bestod dels av en upprustning av de befintliga industribyggnaderna, dels nybyggen. NCC var entreprenör och Alecta byggherre. Totalt omfattade projektet 36000 kvadratmeter och planerades att ge 120 bostäder, 10 restauranger, två butiker, åtta serviceenheter, ett hotell och kontor. Bland hyresgästerna finns huvudkontoret för gymkedjanSATS, Sundbybergs kommunala bibliotek, butiken Normal, aktivitets-restaurangen Golfbaren samt Folktandvården.

### Bilder

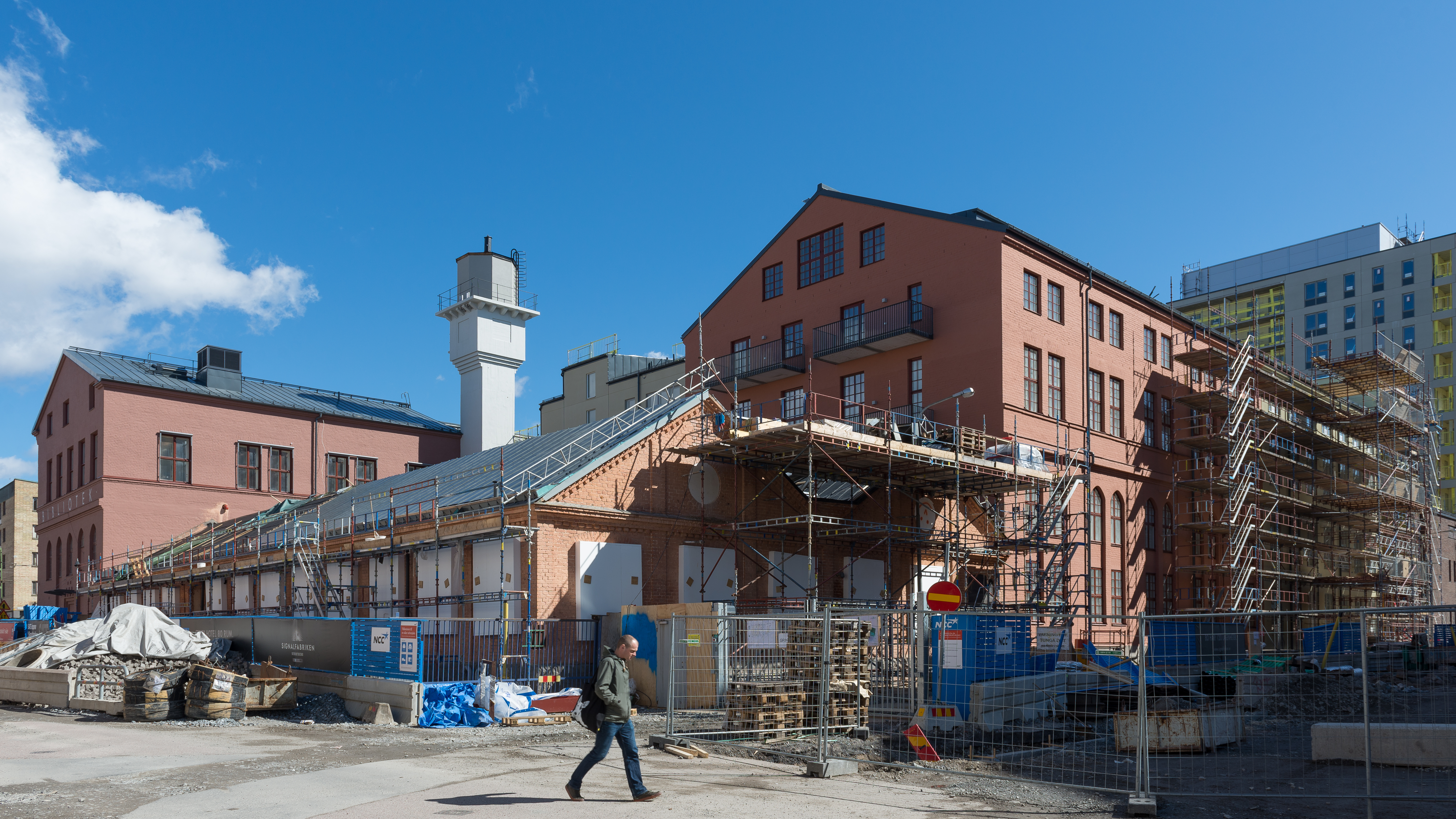
Kvarteret Plåtens äldsta del med bevarade fabriksbyggnader under ombyggnad i april 2013.
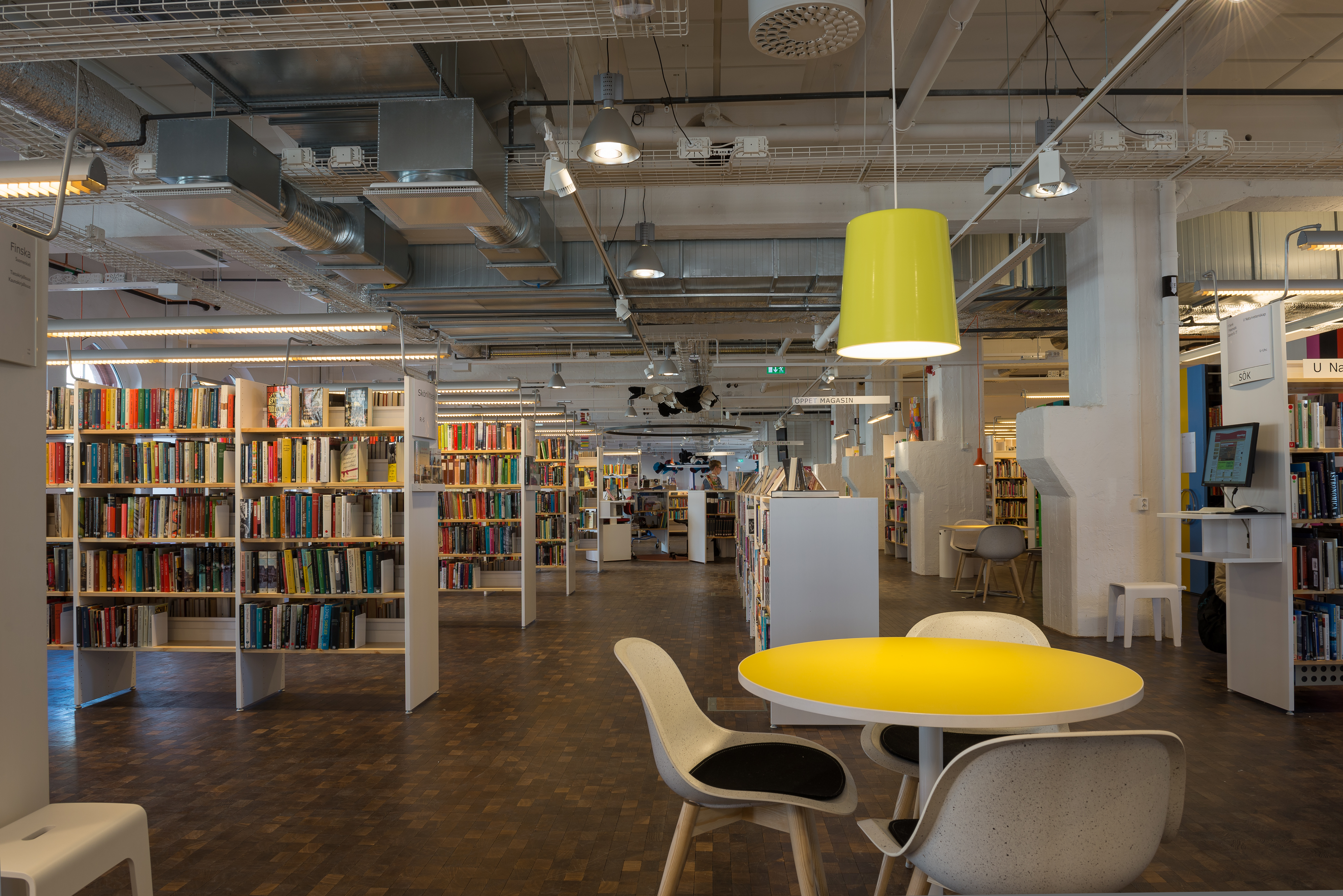
Det nya biblioteket inrymt i en av fabriksbyggnaderna.
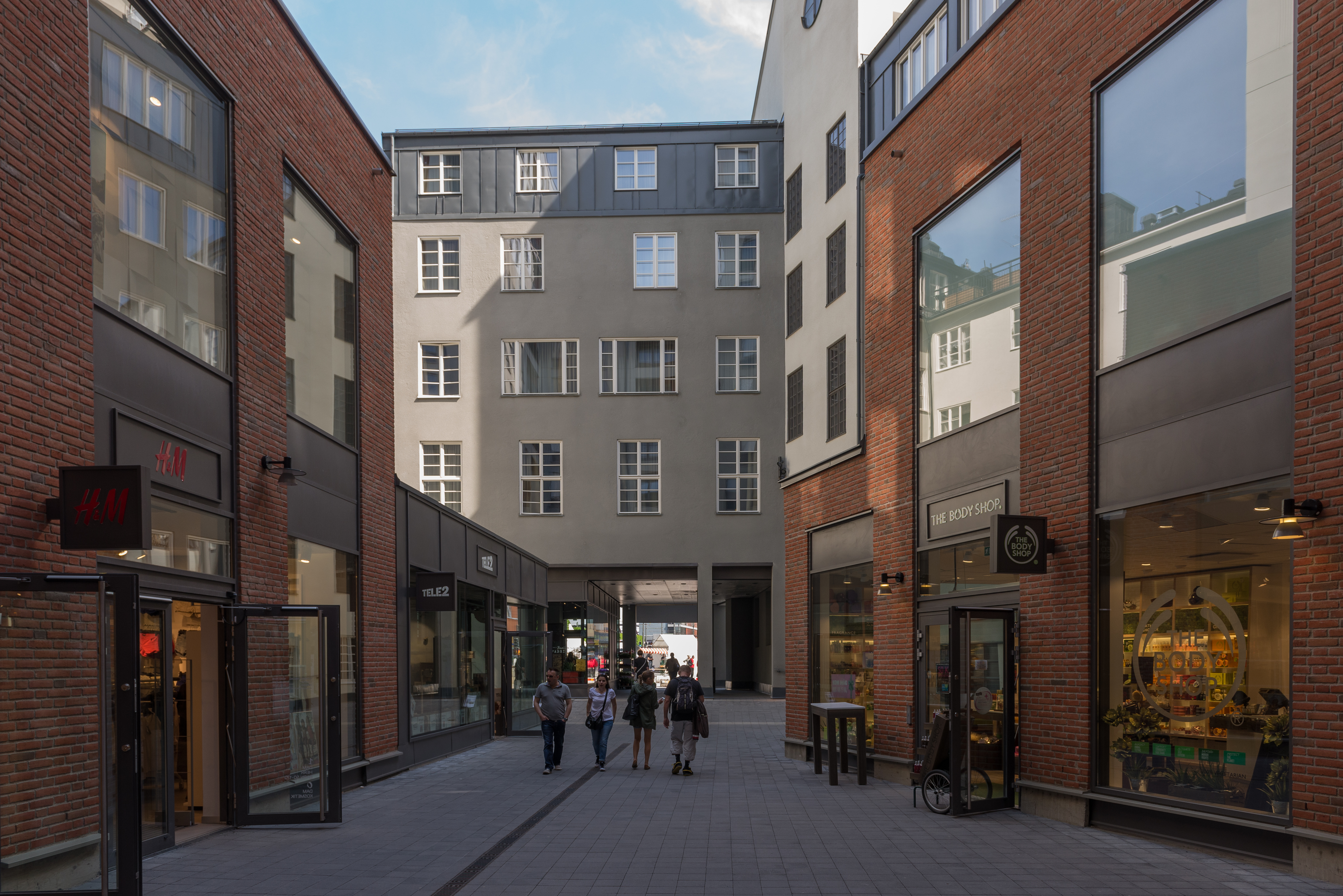
Insidan av kvarteret med butiker 2014.
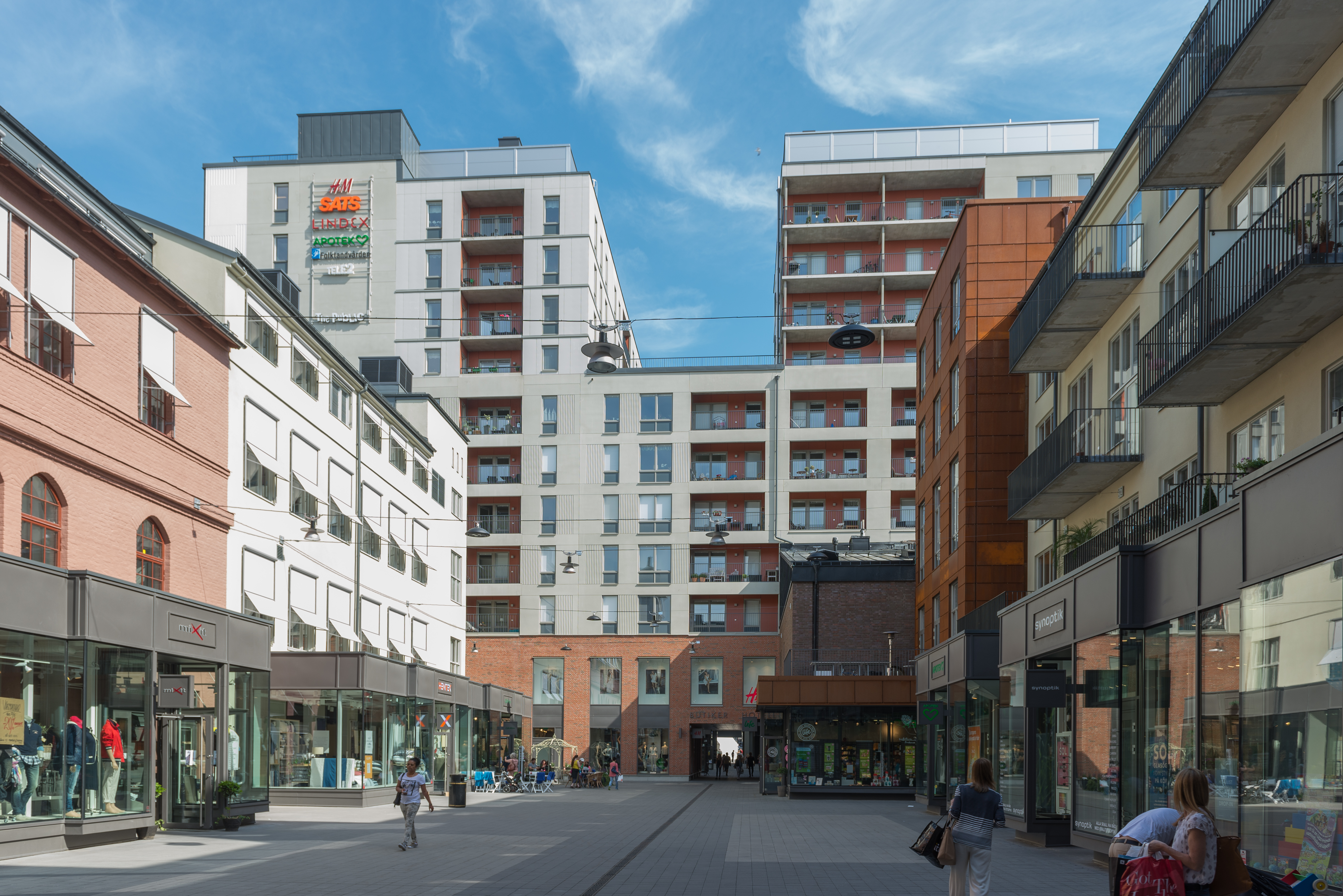
Nya bostadshus sedda från kvarterets insida 2014.
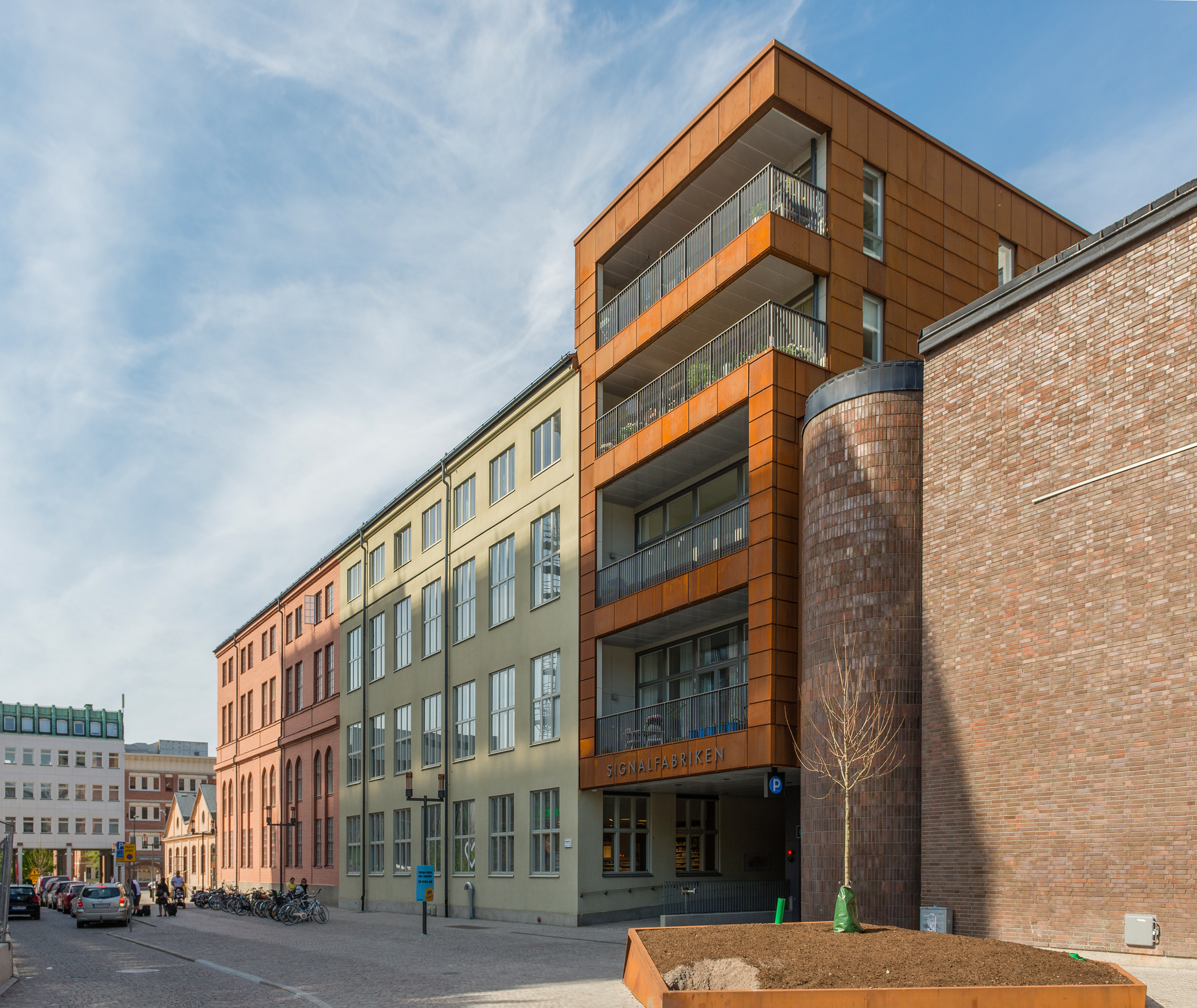
Signalfabriken från söder